# 1852年憲法

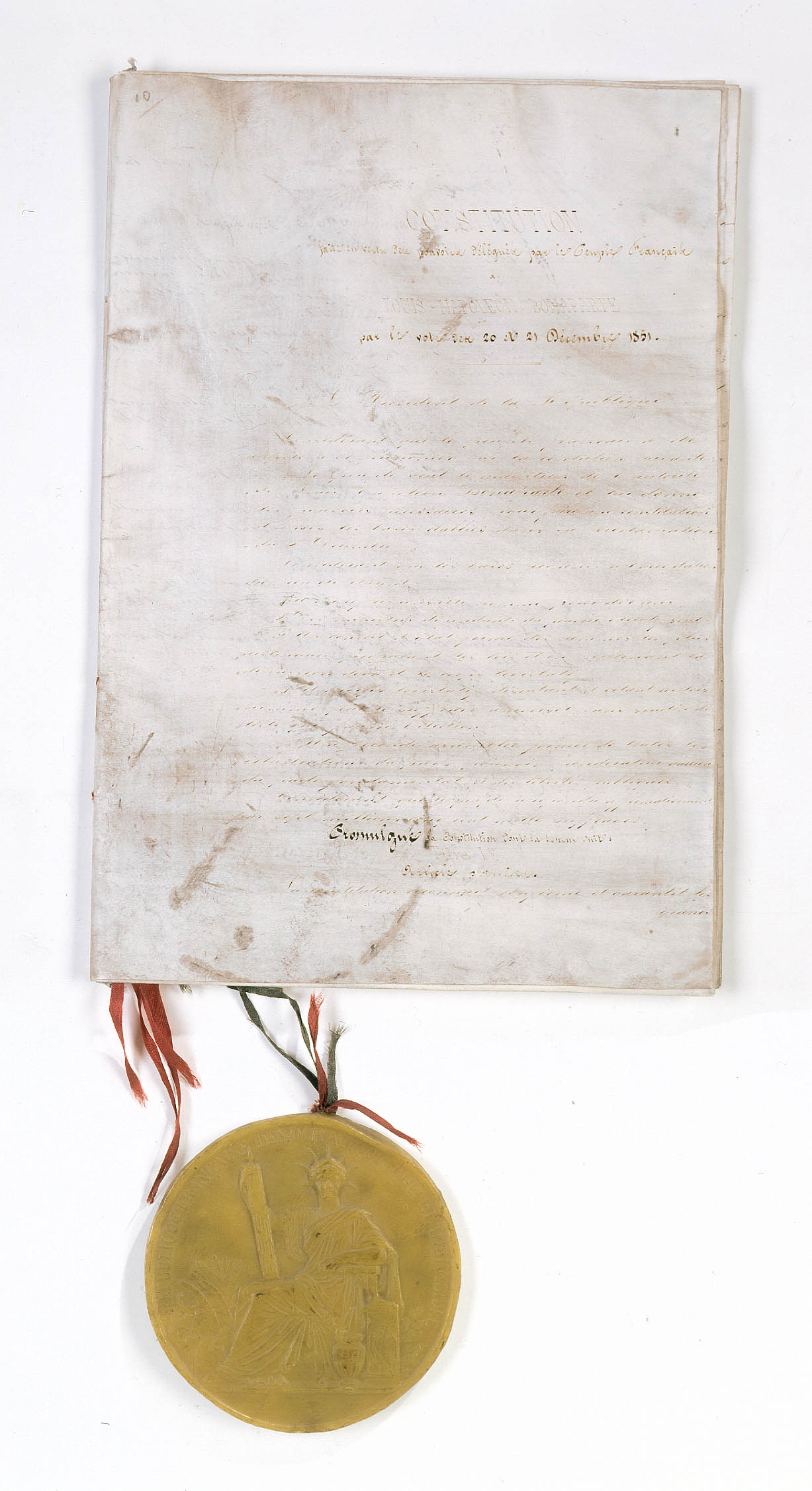
1852年憲法

1852年憲法（フランス語: Constitution de 1852）は、シャルル・ルイ・ナポレオン・ボナパルト（ナポレオン3世）によって1852年1月14日に公布され、1852年12月25日に若干修正されて、第二帝政の基を築いた憲法である。

## 採択
ルイ・ナポレオンは1851年12月2日のクーデターで第二共和政を事実上崩壊させた。同日、ルイ・ナポレオンはフランス人民に向けて「人民への訴え（Appel au peuple）」を布告し、伯父ナポレオン・ボナパルトに倣い「第一統領によって創設された制度（le système créé par le Premier consul）」を復活する意向を表明した。
ルイ・ナポレオンのクーデターは1851年12月20日と21日のプレビシットで承認された。この投票はかなり誇張され、92%が賛成票を投じたと発表された。この圧勝を受け、ルイ・ナポレオンは側近のルエール、バロッシュ、トロロンらに新憲法の起草を急がせ、新憲法が1852年1月14日に公布された。
この憲法は、1852年11月7日の元老院決議で修正され、ルイ・ナポレオンの一族による世襲の帝政を復活するものとした。この修正条項もプレビシットで承認された（これもかなり誇張され、97%が賛成票を投じたとされた）。1852年12月2日に第二帝政の成立が宣言され、1852年12月25日に帝国憲法が公布されたが、1月14日の憲法からの目立った変更点はなかった。

## 皇太子大統領
この憲法は、アンシャン・レジームや革命後の制限選挙王政（monarchie censitaire）を拒絶し、フランス革命（「1789年に宣言された偉大な諸原理を承認し、確認し、保障する（reconnaît, confirme et garantit les grands principes proclamés en 1789）」とうたっている）そして何よりも第一帝政をそのよりどころとした。
ルイ・ナポレオンは、人間の中に民主主義が息づかなければならず、この憲法が伯父ナポレオン・ボナパルト流の民主主義的帝政への回帰だという信念を持っていた。この体制の特徴は普通選挙に支えられた個人の強権政治にあり、人民主権をその正当化根拠とした点でそれまでの立憲王政と異なる。

## 権力の配分

### 個人統治
この憲法は、大統領の任期を10年に延長し、多選を制限しなかった。この憲法の規定のもとで、ルイ・ナポレオン・ボナパルトは当然に新しい任期で大統領に再選されたものとして扱われた。
大統領には全執行権と立法に関する権限が与えられた。大統領は、陸海軍を指揮し、恩赦権のほか条約締結権を有するものとされた。また、大統領は、大臣任免権と立法院解散権を有するものとされた。
大統領を補佐する国務院は、大統領が指揮監督・主宰し、法案の起草・推進に当たるものとされた。
大統領は、法案提出権、すべての法律および元老院決議の公布権、その公布の拒否権を有するものとされた。
このように強大な権限が大統領のもとに集中していたため、第二帝政の成立が宣言された際、わずかに変更された点といえば、「大統領」が「皇帝」に読み替えられ、世襲の帝位となったこと程度しかなかった。

### 弱体な議会
2つの議会は圧倒され、限られた権限しか持たなかった。
立法院（統領政府・第一帝政時代の下院と同名）は、直接選挙かつ普通選挙によって選出される任期6年の議員260人からなるが、恣意的な選挙区割りと官選候補制度が大統領（皇帝）を支持する立候補者に有利に働いた。立法院は、法案修正を審議したり、大臣の行為を問責したりすることはできず、政府がその議長を任命するなど、議院自律権もなかった。
元老院は、大統領によって任命される終身議員80人ないし150人からなる。元老院は、元老院決議を発して統治機構を再編し、法律の合憲性を審査することができるものとされた。

## 議会帝政への構造転換
やがて、勅令や元老院決議によって憲法が修正され、徐々に議会の権限が拡張された。1860年、ナポレオン3世は勅語奉答を復活し、元老院・立法院両議院が政府の行為について意見することを認めた。立法院は、1861年にその議事録の公表が認められ、1867年に政府に対する問責質問権を獲得し、1869年に法案提出権と法案修正権を獲得した。